# Артур Морґан
Артур Морґан (англ. Arthur Morgan) — персонаж і головний протагоніст відеогри Red Dead Redemption 2. Високопоставлений член банди Ван дер Лінде, Артур повинен боротися із занепадом Дикого Заходу, намагаючись вижити проти урядових сил та інших супротивників у вигаданій репрезентації американського кордону. Його зіграв Роджер Кларк.
Rockstar Games вирішили зосередити Red Dead Redemption 2 на одному персонажі, щоб слідувати за ним більш особисто. Вони відчули, що це більше відповідає наративній структурі вестерну. Кларк хотів зіграти Артура таким чином, щоб він був достатньо складним, щоб гравець міг обирати свій шлях, але при цьому не втрачав сенсу. Він черпав натхнення у таких акторів, як Тосіро Міфуне, Джон Вейн і Роб Вітофф, який зіграв Джона Марстона в грі та її попередниці.
Артур отримав схвальні відгуки від критиків, причому його складність і шлях до спокути найчастіше ставали предметом похвали. Рецензенти також хвалили його за те, що він оживив світ та інших персонажів. За свою роботу Кларк отримав численні номінації та нагороду за найкращу гру на церемонії The Game Awards.

## Розвиток персонажа
Команда розробників Rockstar Games вирішила, що в Red Dead Redemption 2 буде один персонаж, яким можна буде керувати, на відміну від трьох головних героїв у попередній грі студії Grand Theft Auto V, щоб краще зрозуміти, як події впливають на нього. Вони також побачили, що наративна структура вестерну вимагає єдиної точки зору.
Роджер Кларк зіграв Артура Моргана у грі. Процес зйомок включав одночасний запис рухів і мови, а невелика частина була виконана в кабінці для озвучення. Працюючи над роллю, Кларк надихався творчістю Тосіро Міфуне, чия стоїчна, але гумористична поведінка персонажів містила в собі складнощі, які він хотів бачити в Артурі. Кларк надихнувся фільмом «Пропозиція» 2005 року, оскільки він містив схожу з Артуром арку персонажа. Він дивився такі фільми, як «Рівно опівдні» 1952 року, а також роботи Джона Вейна; незважаючи на перегляд «Доларової трилогії» 1964-1966 років, він не отримав багато користі від гри Клінта Іствуда в «Людині без імені», оскільки вважав, що Артур був більш балакучим. Під час зйомок Кларк регулярно слухав версію пісні Дона Едвардса «Coyotes» 1993 року.
Кларк хотів, щоб його образ був достатньо складним, щоб гравець міг приймати рішення, не відчуваючи при цьому, що вони нехарактерні для нього. Спочатку він зіткнувся з труднощами з цією концепцією, оскільки виконання високої честі відрізнялося від виконання низької честі, але він зрозумів, що Артур був людиною, яка могла легко суперечити собі. Гра Роба Вітоффа в ролі Джона в першій грі вплинула на його власну гру. Другий любовний інтерес до Артура був вирізаний через відсутність бажаного ефекту.
Ден Гаузер був зацікавлений у підриві тропу, коли головний герой починає слабким і стає сильнішим у міру розвитку сюжету; натомість Артур вже на початку гри є жорстким, і його «везуть на більш інтелектуальні американські гірки, коли його світогляд руйнується». Він вважав, що занепад американського кордону глибоко вплинув на Артура, зазначивши, що «персонаж опинився між огидною природою і жорстокістю індустріалізації, що вторгається в цивілізацію». Гаузер уникав зустрічей з Кларком на знімальному майданчику, щоб не чути його справжнього голосу.

## Біографія персонажа
Артур приєднався до банди Датча ван дер Лінде, коли йому було чотирнадцять, втративши батьків у ранньому віці, і незабаром став першим протеже Датча. Артур мав сина Айзека від офіціантки на ім'я Еліза; він регулярно підтримував їх, поки їх не вбили під час пограбування. З часом Артур перетворився на найвідданішого підданого Датча.
Коли невдале пограбування порома не залишає їм іншого вибору, окрім як тікати через гори, Артур допомагає знайти припаси, а згодом вистежує свого товариша по банді Джона Марстона. Він допомагає пограбувати потяг, що належить нафтовому магнату Левіту Корнуолу, і, переїхавши до Нагір'я Підкова, бореться проти найманих найманців Корнуола. Виїхавши до Клеменс-Пойнт, Артур стає учасником конфлікту між двома ворогуючими сім'ями, Брейтуейтами та Ґреями, що призводить до захоплення сина Джона, Джека. Артур визволяє Джека з-під нагляду кримінального авторитета Анджело Бронте і допомагає помститися Бронте після того, як той завів їх у пастку. Після того, як Бронте схоплений, Датч топить його; Артур помічає, що спалах насильства Датча нехарактерний для нього. У Сен-Дені невдале пограбування банку змушує деяких членів групи покинути місто; Артур разом з іншими зазнає корабельної аварії на Гуармі, острові поблизу Куби, але б'ється пліч-о-пліч з революціонерами в обмін на корабель, що поверне його на материк. Возз'єднавшись із рештою, Артур вирішує врятувати полоненого Джона, на превелике презирство Датча. Невдовзі після цього Артур занедужує і втрачає свідомість, падаючи з коня. Після візиту до лікаря у нього діагностують туберкульоз. Вражений похмурою реальністю своєї неминучої смерті, він починає роздумувати над рішеннями та мораллю, на що його наштовхує дружба з індіанським вождем Падаючим дощем. Це спонукає його до бажання захистити рештки банди, зокрема Джона та його родину. Врятувавши Джона від в'язниці, Артур виявляє свої сумніви щодо Датча, не в змозі прийняти зростаючу одержимість свого лідера.
Датч покидає Артура під час нападу на нафтопереробний завод і залишає Джона помирати, коли його підстрелили під час пограбування поїзда. Коли Датч ігнорує прохання Артура врятувати дружину Джона Ебіґейл від пінкертонських детективів, Артур відмовляється від банди. Зіткнувшись з ними, Артур дізнається, що Майка Белл зрадив банду, діючи як інформатор пінкертонів. Він повертається до Датча, щоб повідомити йому про це, але Датч йде проти Артура і Джона, який щойно повернувся. Коли пінкертони захоплюють табір, Артур і Джон тікають. Артур благає Джона повернутися до своєї родини. Невдовзі мстивий Майка влаштовує на нього засідку, і Датч втручається. Артур переконує Датча покинути Майку і піти геть. Якщо гравець має високу честь, Артур піддається пораненням і хворобам і мирно помирає, спостерігаючи за сходом сонця; якщо низьку - Майка страчує його.

## Сприйняття
Артур Морґан отримав схвальні відгуки критиків. Алекс Наварро з Giant Bomb написав, що вдумливе зображення внутрішніх конфліктів Артура має людяність, якої часто бракує в інших іграх Rockstar. Кайл Етвуд з LevelSkip назвав його «персонажем трагедії і, що найважливіше, людяності». Кірк Гамільтон з Kotaku висловив думку, що Артур спочатку здавався непримітним, але став більш інтригуючим завдяки грі Кларка. Деніел Старкі у статті для Ars Technica вважає, що, хоча історію Артура можна вважати «пронизливою і такою, що запам'ятовується», дехто може сприйняти її як типову історію про «погану людину, яка не обов'язково себе контролює».
Том Пауер з GamesRadar+ вважає, що історія життя Артура в Red Dead Redemption 2 відображає шекспірівську трагедію, а різні глави гри представляють п'ять стадій горя. Нік Плессас з Electronic Gaming Monthly вважає, що його подорож була «набагато більш спокутною», ніж у Джона Марстона в Red Dead Redemption, зазначивши, що недоліки Артура викликають почуття симпатії. Рецензія Джеві Ґвалтні на Game Informer повторює цю думку, описуючи арку як «фантастичний погляд на memento mori і на те, наскільки безжально заплутаною і складною може бути спокута». І навпаки, автор Eurogamer Мартін Робінсон вважав Артура менш переконливим, ніж Джона, що заплутало його враження від наративу.
Пол Вокер-Еміг з The Guardian вважав, що «блокнот Артура зробив його схожим на реальну людину зі своїм внутрішнім життям, а не на маріонетку, яка виконує нашу волю». Пітер Судерман, який пише для The New York Times, виявив, що гравець пов'язаний з Артуром «тому що його вибір, по суті, є вашим власним». Лоренс Мозафарі з Digital Spy стверджував, що Артур чудово передав відчуття Старого Заходу. Дін Такахаші з VentureBeat високо оцінив внесок Кларка за те, що він додав занурення в гру і глибину його персонажу. Люк Рейлі з IGN назвав голос Артура «заразливою автентичністю».
За свою роль Кларк отримав нагороду за найкращу гру на The Game Awards 2018, а також посів друге місце в цій же категорії на PlayStation Blog; він також отримав номінації на 15-ту церемонію вручення нагород Британської академії ігор, NAVGTR Awards та New York Game Awards. Персонаж Артура був номінований на 22-гу щорічну премію D.I.C.E. Awards та італійську премію Video Game Awards. У листопаді 2021 року GamesRadar+ поставив Артура на 29 місце у своєму списку знакових персонажів відеоігор, посилаючись на «здатність персонажа привносити живильне почуття людяності майже в усе, що він робить». У травні 2022 року GamingBolt назвав Артура найкращим протагоністом відеоігор усіх часів, високо оцінивши сценарій, гру Кларка, особисту історію та стосунки персонажа.